# Molles
Molles é uma comuna francesa na região administrativa de Auvérnia-Ródano-Alpes, no departamento Allier. Estende-se por uma área de 27,11 km². Em 2010 a comuna tinha 934 habitantes (densidade: 34,5 hab./km²).